# Изворул Алб (Њамц)
Изворул Алб (рум. Izvorul Alb) насеље је у Румунији у округу Њамц у општини Биказ. Oпштина се налази на надморској висини од 583 m.

## Становништво
Према подацима из 2002. године у насељу је живело 223 становника, од којих су сви румунске националности.